# Ը
Et o Yt (mayúscula: Ը: minúscula: ը; en armenio: ըթ) es la octava letra del alfabeto armenio creado por Mesrop Mashtots en el siglo V.
Tiene un valor numérico de 8. Representa la vocal central media no redondeada (/ə/).
Esta letra es similar a la letra armenia Re (ր) excepto que tiene una línea horizontal que sobresale a la derecha desde la parte inferior.

## Uso
La letra Et sólo puede aparecer en el comienzo y el final de una palabra. Debido a esto, cualquier pronunciación de esta vocal en medio de cualquier palabra se transcribirá como sin Et. Por ejemplo, la palabra փրկել (tr. p'ərkel) se pronuncia con /ə/, pero su escritura carece de la letra ը.

## Códigos informáticos
| Carácter      | Ը                          | Ը                          | ը                        | ը                        |
| ------------- | -------------------------- | -------------------------- | ------------------------ | ------------------------ |
| Unicode       | ARMENIAN CAPITAL LETTER ET | ARMENIAN CAPITAL LETTER ET | ARMENIAN SMALL LETTER ET | ARMENIAN SMALL LETTER ET |
| Codificación  | decimal                    | hex                        | decimal                  | hex                      |
| Unicode       | 1336                       | U+0538                     | 1384                     | U+0568                   |
| UTF-8         | 212 184                    | D4 B8                      | 213 168                  | D5 A8                    |
| Ref. numérica | &#1336;                    | &#x538;                    | &#1384;                  | &#x568;                  |

## Galería

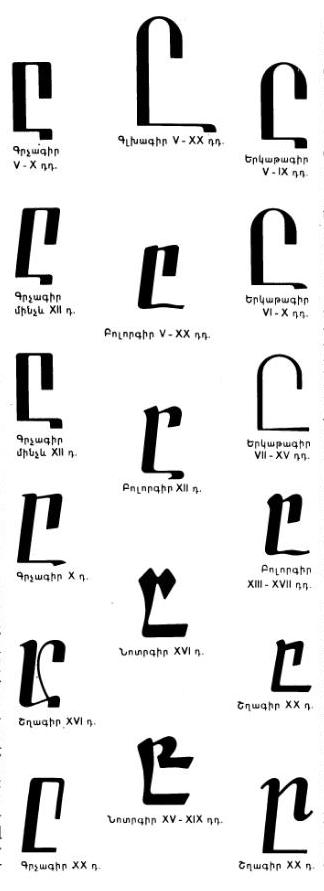
Varias fuentes históricas

Erkat'agir
Grchagir
Bolorgir
Notrgir
Shghagir